# Platforma (roman)
Platforma je roman čiji je autor francuski pisac Michel Houellebecq. Objavljen je 2001. godine, a ima oko 300 stranica.
Podijeljen je na tri dijela.

### Tajlandski tropik
U prvom dijelu romana upoznajemo protagonista, 40-godišnjeg Michela, koji radi u Ministarstvu kulture.
Živi u Parizu, ali kada saznaje da mu je otac umro, odlazi u mjesto negdje u provinciji.
Tamo prisustvuje pogrebu, rekavši da se izvrsno uklopio jer izgleda sumorno.
Saznaje da mu je zapravo otac ubijen, ali detektivu koji vodi istragu ne može puno pomoći, jer nije bio u najboljim odnosima s ocem.
Konačno, ubojica priznaje zločin. To je brat kućne pomoćnice njegovog oca, 25-godišnje Aishe s kojom je njegov otac imao ljubavnu vezu.
Međutim, on i Aisha nemaju nekakav poseban odnos, jer se ona seli u Pariz.
Da bi zaboravio na privatne probleme, odlazi u agenciju Nouvelles Frontieres i rezervira putovanje na Tajland.
Tamo se upušta u seksuane odnose s domaćim djevojkama, a djevojke iz svoje grupe, Francuskine, ne dira, iako su mu privlačne.
Sudjeluje u raspravama o seksualnom turizmu.
Jedini s kojim ima kakav-takav kontakt je Lionel.
Nakon kraja putovanja, vraća se kući u Francusku.

### Prednost pred konkurencijom
U drugom dijelu romana, nakon povratka kući, Michel započinje vezu s Valerié, djevojkom iz grupe koja radi u turističkoj agenciji.
Veza s njom je jedino razdoblje kada je Michel bio sretan.Zajedno putuju na Kubu, a prati ih i Jean-Yves, Valerin šef.Tamo se upuštaju u seksualni odnos sa sobaricom iz hotela u kojem su odsjeli.
Posjećuju i sado-mazo bar u Francuskoj, gdje zateknu Audrey, ženu Jean-Yvesa.
Jednom čak imaju i seksualni odnos sa ženom iz saune.
Jean-Yves, Valerie i Michel osmišljavaju paket aranžman za Tajland i druge destinacije, a baza aranžmana je seks-turizam. Time je stvorena nova svjetska platforma, otud i naslov romana.
No, tijekom posjeta jednoj destinaciji na Tajlandu, dvojica naoružanih miuslimanskih terorista upadaju u ljetovalište i počinju pucati po gostima.
Valerie pogiba, a Lionel, koji se također nalazi na Tajlandu, teško je ranjen. Tijekom noći umire.
Michel počinje osjećati mržnju prema islamu i svemu muslimanskom.

### Pattaya Beach
U trećem dijelu romana, koji je najkraći, Michel ostaje na Tajlandu, napušta posao u Ministarstvu.
Novcem od prodaje očeve kuće unajmljuje kućicu gdje provodi dane u besmislu. Posjećuje prostitutke, ali ne nalazi zadovoljstvo. Razmišlja o smrti govoreći da će ga brzo zaboraviti.